# تیتانیم تترابرمید
تیتانیم تترابرمید (به انگلیسی: Titanium tetrabromide) با فرمول شیمیایی TiBr۴ یک ترکیب شیمیایی با شناسه پاب‌کم ۱۲۳۲۶۳ است. که جرم مولی آن 367.48 g/mol می‌باشد. شکل ظاهری این ترکیب، بلورهای قهوه‌ای است.